# Estabelecimento de Red River
O Estabelecimento de Red River  (ou Estabelecimento de Selkirk) foi um projeto de colonização idealizado por Thomas Douglas, 5º Conde de Selkirk em 1811 nos 300.000 km² de terra concedidos a ele pela Companhia da Baía de Hudson conhecido por Concessão Selkirk. O estabelecimento nunca teve muito sucesso, mas as mudanças ocorridas durante a formação do Canadá na década de 1800 fizeram da colônia a base da formação do que é hoje Manitoba.
Selkirk interessou-se em promover o povoamento da área depois de ler o livro de  Alexander Mackenzie em 1801, sobre suas aventuras na exploração no que é atualmente o oeste do Canadá. Naquele tempo, a transformação social, na Escócia, devido à introdução da criação de ovelhas e a mudança brusca do tradicional sistema de agricultura tinham deixado um grande número de escoceses arruinados. Selkirk estava interessado em dar-lhes uma chance de uma vida melhor na nova colônia que ele chamou de Assiniboia.
Ele então comprou o controle da Companhia da Baía de Hudson e criou a subvenção das terras. Sua ideia (aparentemente) foi de que a empresa ganhasse o controle da área, a fim de assumir o controle do Oeste eliminando a concorrência de sua maior rival, a Companhia do Noroeste, com sede em Montreal. Com uma colônia no local dos caçadores mestiços que supriam a Companhia do Noroeste de peles, os Nor'Westers, seriam prejudicados, tirando-lhes as áreas mais a oeste.